# Коровье молоко

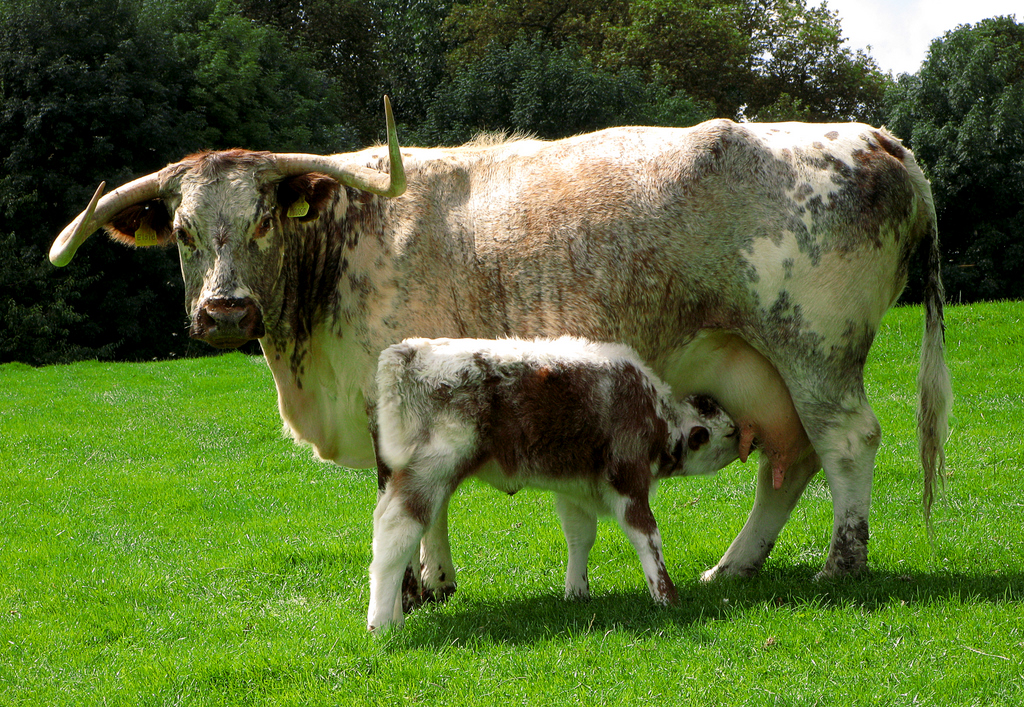
Телёнок сосёт молоко матери

Коро́вье молоко́ — естественное природное материнское молоко, вырабатываемое в виде секрета молочных желёз млекопитающих коровами (лат. Bos taurus) из биологического рода Настоящие быки (лат. Bos) для кормления своих новорождённых телят и используемое людьми после дойки одомашненных и сельскохозяйственных животных в качестве пищевого продукта (питья) и/или сырья для производства разнообразных кулинарных изделий и блюд.

## Особенности
Коровье молоко производится в больших количествах и является наиболее продаваемым видом молока животных. В 2009 мировое товарное производство коровьего молока составило 701 млн тонн.

## Состав и пищевая ценность
Коровье молоко — ценный пищевой продукт, содержащий более 100 питательных веществ, включая белки, жир, молочный сахар, минеральные вещества, фосфолипиды, органические кислоты, витамины, ферменты. Молоко является возбудителем пищеварения, поддерживает кислотно-щелочное равновесие в пищеварительном тракте.

### Белки
В молоке содержится в среднем 3,3 % белков. Наибольшая доля принадлежит казеину (2—4 %), содержание молочного альбумина 0,5—1 %, молочного глобулина 0,1 %, присутствуют также белки оболочек жировых шариков (до 0,01 %). Белки молока содержат до 20 аминокислот, в том числе все незаменимые аминокислоты.
| Аминокислота | Содержание, мг/100 г |
| ------------ | -------------------- |
| Изолейцин    | 40                   |
| Лейцин       | 283                  |
| Лизин        | 261                  |
| Метионин     | 83                   |
| Цистин       | 26                   |
| Фенилаланин  | 175                  |
| Тирозин      | 184                  |
| Треонин      | 153                  |
| Триптофан    | 50                   |
| Валин        | 191                  |

Молочный казеин коагулирует под действием кислоты (pH 4,9 и ниже), образуя сгусток, на этом его свойстве основано производство кисломолочных продуктов. Под действием ферментов реннина и пепсина казеин также образует сгусток, но с сохранением в составе белка кальция, это свойство используется при производстве сычужного сыра.
Альбумин не сворачивается под действием кислот и ферментов, а остаётся в сыворотке молока, но денатурирует при нагревании, образуя на стенках посуды молочный камень. Глобулин свёртывается в слабокислой среде при нагреве. Таким образом, оба эти белка осаждаются при пастеризации.

### Жир
Жир молока высокодисперсный и имеет низкую температуру плавления (27—34 °C), благодаря чему хорошо всасывается и усваивается. Содержание жира в молоке в среднем от 3 до 6 %. Жир состоит из глицеридов, свободных жирных кислот (0,1—0,4 %) и липидов (до 0,2 %). В составе жира обнаружено до 170 жирных кислот, из них 20 основных, преобладают олеиновая, пальмитиновая, миристиновая и стеариновая кислоты. Молочный жир содержится в молоке в виде жировых шариков разного размера в лецитиново-белковой оболочке. Благодаря меньшей плотности, по сравнению с другими компонентами молока, в спокойном молоке жировые шарики стремятся всплывать кверху, образуя сливки.

### Молочный сахар
Молочный сахар лактоза содержится только в молоке. Он меньше свекловичного сахара сбраживается в пищеварительной системе, что обусловливает его высокую пищевую ценность, лактоза участвует в формировании важных коэнзимов организма, функционировании нервной системы. Под действием высокой температуры молочный сахар взаимодействует с аминокислотами, образуя меланоидины, благодаря которым топлёное молоко имеет кремовый цвет. На сбраживании лактозы (молочнокислое брожение) основано производство кисломолочных продуктов.

### Минеральные вещества молока
Исследование минерального состава золы молока с применением полярографии, ионометрии, атомно-абсорбционной спектрометрии и других современных методов, показало наличие в нём более 50 элементов. Они подразделяются на макро- и микроэлементы.

#### Макроэлементы
Основными минеральными веществами молока являются кальций, магний, калий, натрий, фосфор, хлор и сера, а также соли — фосфаты, цитраты и хлориды.
Кальций (Ca) является наиболее важным макроэлементом молока. Он содержится в легкоусвояемой форме и хорошо сбалансирован с фосфором. Содержание кальция в коровьем молоке колеблется от 100 до 140 мг%. Его количество зависит от рационов кормления, породы животного, стадии лактации и времени года. Летом содержание Са ниже, чем зимой.
Ca присутствует в молоке в виде:
- свободного или ионизированного кальция — 11 % от всего кальция (8,4—11,6 мг%);
- фосфатов и цитратов кальция — около 66 %;
- кальция, прочно связанного с казеином — около 23 %.

До сих пор не выяснено, в какой форме находятся в молоке фосфаты и цитраты Са. Это могут быть фосфат Са, гидрофосфат Са, дигидроксифосфат Са и более сложные соединения. Однако известно, что большая часть этих солей находится в коллоидном состоянии и небольшая (20—30 %) — в виде истинных растворов.
Содержание фосфора колеблется от 74 до 130 мг%. Оно мало меняется в течение года, лишь незначительно снижается весной, а больше зависит от рационов кормления, породы животного и стадии лактации. Р содержится в молоке в минеральной и органической формах. Неорганические соединения представлены фосфатами кальция и других металлов, их содержание составляет около 45—100 мг%. Органические соединения — это фосфор в составе казеина, фосфолипидов, фосфорных эфиров углеводов, ряда ферментов, нуклеиновых кислот.
Количество магния в молоке незначительно и составляет 12—14 мг%. Mg является необходимым компонентом животного организма — он играет важную роль в развитии иммунитета новорождённого, увеличивает его устойчивость к кишечным заболеваниям, улучшает их рост и развитие, а также необходим для нормальной жизнедеятельности микрофлоры рубца, положительно влияет на продуктивность взрослых животных. Mg, вероятно, встречается в молоке в тех же химических соединениях, что и Са. Состав солей Mg аналогичен составу солей Са, но на долю солей, находящихся в истинном растворе, приходится 65—75 % Mg.
Содержание калия в молоке колеблется от 135 до 170 мг%, натрия — от 30 до 77 мг%. Их количество зависит от физиологического состава животных и незначительно изменяется в течение года — к концу года повышается содержание натрия и понижается калия.
Соли калия и натрия содержатся в молоке в ионно-молекулярном состоянии в виде хорошо диссоциирующих хлоридов, фосфатов и нитратов. Они имеют большое физиологическое значение. Хлориды натрия и калия обеспечивают определённую величину осмотического давления крови и молока, что необходимо для нормальных процессов жизнедеятельности. Их фосфаты и карбонаты входят в состав буферных систем молока, поддерживающих постоянство концентрации водородных ионов в узких пределах. Кроме того, фосфаты и цитраты калия и натрия создают в молоке условия для растворения плохо растворимых в чистой воде солей кальция (и магния).
Таким образом, они обеспечивают солевое равновесие, то есть определённое соотношение между ионами кальция и анионами фосфорной и лимонной кислот, способствующих растворению. От него зависит количество ионизированного кальция, который в свою очередь влияет на дисперсность мицелл казеина и их тепловую стабильность.
Содержание хлора (хлоридов) в молоке колеблется от 90 до 120 мг%. Резкое повышение концентрации хлоридов (на 25—30 %) наблюдается при заболевании животных маститом.

#### Микроэлементы
| Продукты                             | Холестерин, мг |
| ------------------------------------ | -------------- |
| Молоко сырое коровье стерилизованное | 10             |
| Молоко козье сырое                   | 30             |
| Творог нежирный                      | 40             |
| Творог жирный                        | 60             |
| Сливки 20 % жирности                 | 80             |
| Сметана 30 % жирности                | 130            |
| Кефир жирный                         | 10             |
| Молоко сгущённое с сахаром           | 30             |
| Сыр Голландский                      | 510            |
| Сыр Костромской                      | 1550           |
| Российский плавленый                 | 1040           |
| Масло сливочное «крестьянское»       | 180            |
| Маргарин                             | следы          |

Микроэлементами принято считать минеральные вещества, концентрация которых невелика и измеряется в микрограммах (мкг) на 1 кг продукта. К ним относятся железо, медь, цинк, марганец, кобальт, йод, молибден, фтор, алюминий, кремний, селен, олово, хром, свинец и др. В молоке они связаны с оболочками жировых шариков (Fe, Cu), казеином и сывороточными белками (I, Se, Zn, Al,), входят в состав ферментов (Fe, Mo, Mn, Zn, Se), витаминов (Co). Их количество в молоке значительно колеблется в зависимости от состава кормов, почвы, воды, состояния здоровья животного, а также условий обработки и хранения молока.
Микроэлементы обеспечивают построение и активность жизненно важных ферментов, витаминов, гормонов, без которых невозможно превращение поступающих в организм животного (человека) пищевых веществ. Также от поступления многих микроэлементов зависит жизнедеятельность микроорганизмов рубца жвачных животных, участвующих в переваривании корма и синтезе многих важных соединений (витаминов, аминокислот).
Дефицит селена вызывает у животных замедленный рост, сосудистую патологию, дегенеративные изменения поджелудочной железы и репродуктивных органов. Выяснено, что селен является важнейшим антиоксидантом — он входит в состав фермента глутатионпероксидазы, который препятствует пероксидному окислению липидов в клеточных мембранах и подавляет свободные радикалы.
Дефицит йода в среде вызывает гипофункцию щитовидной железы у животных, что отрицательно отражается на качестве молока. Ежедневное введение в рацион коров йодида калия, муки из морских водорослей улучшает функцию щитовидной железы и увеличивает содержание йода в молоке.
Дефицит цинка вызывает замедление роста и полового созревания у животных, нарушение процессов пищеварения.
Многие микроэлементы могут попадать в молоко дополнительно после дойки с оборудования, тары и воды. Количество внесённых микроэлементов может в несколько раз превышать количество натуральных. В результате появляются посторонние привкусы, понижается устойчивость при хранении, кроме того, загрязнение молока токсичными элементами и радионуклидами представляет угрозу для здоровья человека.

### Контаминанты
Молоко может содержать контаминанты — различные нежелательные примеси, от гормонов до пестицидов. В частности, молоко содержит гормоны и факторы роста, вырабатываемые в теле коровы; наиболее характерно попадание в молоко эстрогенов и сходных с ним гормонов; в большом количестве они содержатся только в парном молоке, поэтому частое употребление парного молока в больших количествах может привести к более раннему половому созреванию у девочек и к задержке полового созревания у мальчиков. Кроме того, в молоко могут попадать синтетические гормоны, такие как рекомбинантный гормон роста крупного рогатого скота, часто используемый на фермах для увеличения надоев. После заводской переработки количество гормонов сокращается до очень низкого уровня.
При лечении коров от ряда заболеваний, в том числе от такого распространённого у молочного скота, как мастит, используются антибиотики (левомицетин, тетрациклиновая группа, стрептомицин, пенициллин, низин), следы которых иногда встречаются в образцах молока и молочных продуктов. Молоко с высоким содержанием антибиотиков вредно для питьевого употребления, а молочнокислые продукты из него не могут быть приготовлены в принципе.
Пестициды, полихлорированные бифенилы (ПХД) и диоксины также могут присутствовать в молоке. Молочные продукты способствуют получению от четверти до половины диетического потребления общих диоксинов.
Среди веществ, иногда вводимых при переработке молочных продуктов — меламин, употребление которого отрицательно сказывается на почках и мочевых путях из-за их высокого содержания азота. Также при переработке в молоко могут попадать канцерогенные афлатоксины (в частности, афлотоксин M1), не разрушающиеся при пастеризации.
Другие возможные контаминанты:
- токсичные элементы — свинец (не более 0,1 мг/кг), мышьяк (не более 0,05 мг/кг), кадмий (0,03 мг/кг), ртуть (0,005 мг/кг);
- ингибирующие вещества (моющие и дезинфицирующие средства, сторонние антибиотики, сода);
- радионуклиды — цезий-137, стронций-90;
- бактерии.

## Период лактации
Период лактации — это процесс образования и выделения молока из молочной железы. В среднем у коров он длится 305 дней. В нём различают три стадии:
- Молозивный — около 7—10 дней после отёла;
- Период получения нормального молока — 280 дней;
- Период получения стародойного молока — 7—14 дней перед окончанием лактации.

Молозиво и стародойное молоко считают анормальным молоком, так как резкое изменение физиологического состояния животного в начале и в конце стадии лактации сопровождается образованием секрета, состав, физико-химические, органолептические и технологические свойства которого значительно отличаются от этих же показателей нормального молока.
| Показатель                   | Молоко                                                               | Молозиво                                                             | Стародойное молоко                                 |
| ---------------------------- | -------------------------------------------------------------------- | -------------------------------------------------------------------- | -------------------------------------------------- |
| Массовая доля сухих веществ  | 12,5 %                                                               | ↑ 25—30 %                                                            | ↑ 16—17 %                                          |
| Массовая доля жира           | 3,5 %                                                                | ↑ 5,4 %                                                              | ↑ 6,7 %                                            |
| Массовая доля белка          | 3,2 %                                                                | ↑ 15,2 % (за счёт сывороточных белков)                               | ↑ 5,3 %                                            |
| Массовая доля лактозы        | 4,8 %                                                                | ↓ 3,3 %                                                              | ↓ 3,7 %                                            |
| Мин. вещества (соли)         | 0,8 %                                                                | 1,2 %                                                                | 0,8 %                                              |
| Витамины                     | Микроколичества                                                      | ↑                                                                    |                                                    |
| Ферменты                     | Микроколичества                                                      | ↑ липаза                                                             | ↑ липаза                                           |
| Органолептические показатели | Цвет — белый, вкус — чистый, слегка сладковатый, свойственный молоку | Цвет — жёлто-бурый, вкус — горький, солоноватый, густая консистенция | Цвет — жёлтый, вкус — горький, густая консистенция |
| Вязкость                     | 0,0018 Па·с                                                          | 0,025 Па·с                                                           |                                                    |
| Титруемая кислотность        | 15,99—20,99 °Т                                                       | 53 °T                                                                | 14—16 °T                                           |

## Потребление коровьего молока
Средний уровень потребления молока в мире 116,5 кг на душу населения.
Институтом питания РАМН были разработаны рекомендуемые нормы потребления молочных продуктов на 1 человека в год — 392 кг (в пересчёте на молоко[уточнить]), из них цельного молока — 116 кг.
Потребление молока и молочных продуктов в РФ в пересчёте на молоко в 2020 году 239 л на душу населения, оно отстаёт от рекомендованной Минздравом нормы на 30 %. К 2025 году превысит 36 млн т, что примерно соответствует 245,5 л на человека, этому будет способствовать постепенный рост потребления молокоёмких продуктов: сливочного масла и сыра.
Среднедушевое потребление молочной продукции в России в 2023 году выросло до 249 кг/чел./год. Быстрыми темпами растет потребление сливок, сыра, мороженого и сметаны, падает потребление маргарина и спредов.
Потребление основных продуктов питания по Российской Федерации (на душу населения в год; килограммов)
| Показатель                                       | 1990 | 1991 | 1992 | 1993 | 1994 | 1995 | 1996 | 1997 | 1998 | 1999 | 2000 | 2001 | 2002 | 2004 | 2006 | 2008 | 2023 |
| ------------------------------------------------ | ---- | ---- | ---- | ---- | ---- | ---- | ---- | ---- | ---- | ---- | ---- | ---- | ---- | ---- | ---- | ---- | ---- |
| Молоко и молочные продукты в пересчёте на молоко | 387  | 347  | 282  | 294  | 281  | 254  | 233  | 230  | 220  | 214  | 215  | 219  | 227  | 233  | 239  | 243  | 249  |

## Промышленное производство
| Номер | Страна         | 1992  | 2013       | 2014       | 2016       | 2022   |
| ----- | -------------- | ----- | ---------- | ---------- | ---------- | ------ |
| 1     | Индия          | 24291 | 60 600 000 | 66 423 450 | 77 415 850 | 108371 |
| 2     | США            | 68423 | 91 271 058 | 93 460 920 | 96 359 376 | 102722 |
| 3     | Бразилия       | 16273 | 34 255 236 | 35 124 360 | 33 624 653 | 35647  |
| 4     | Китай          | 5031  | 35 310 000 | 37 246 400 | 36 775 000 | 35614  |
| 5     | Россия         | 47015 | 30 285 969 | 30 511 019 | 30 495 321 | 32739  |
| 6     | Германия       | 27991 | 31 122 000 | 32 394 969 | 32 672 340 | 32399  |
| 7     | Франция        | 23320 | 23 714 357 | 25 332 500 | 24 482 493 | 23968  |
| 8     | Пакистан       | 3788  |            |            |            | 23026  |
| 9     | Новая Зеландия | 8050  | 18 883 000 | 21 317 000 | 21 671 520 | 21051  |
| 10    | Турция         | 8715  | 16 655 009 | 16 998 850 | 16 786 263 | 19912  |
| 11    | Великобритания | 14776 | 13 941 000 | 15 050 000 | 14 946 000 | 15541  |
| 12    | Польша         | 13153 |            |            |            | 15208  |
| 13    | Нидерланды     | 11902 |            |            |            | 14533  |
| 14    | Мексика        | 6966  |            |            |            | 13498  |
| 15    | Италия         | 10898 |            |            |            | 13182  |
| 16    | Аргентина      | 6795  |            |            |            | 11904  |
| 17    | Бангладеш      | 752   |            |            |            | 11767  |
| 18    | Узбекистан     | 3531  |            |            |            | 11599  |
| 19    | Канада         | 7633  |            |            |            | 9742   |
| 20    | Ирландия       | 5326  |            |            |            | 9108   |
| 21    | Австралия      | 6941  |            |            |            | 8450   |
| 22    | Беларусь       | 5885  |            |            |            | 7871   |
| 23    | Япония         | 8576  |            |            |            | 7617   |
| 24    | Украина        | 18955 |            |            |            | 7596   |
| 25    | Иран           | 2850  |            |            |            | 7497   |
| 26    | Испания        | 6184  |            |            |            | 7455   |
| 27    | Колумбия       | 4344  |            |            |            | 7421   |
| 28    | Казахстан      | 5219  |            |            |            | 6320   |

Надой молока на 1 корову, страны мира в 2019 году.
Производство молока в мире по итогам 2020 года увеличилось на 2 % по сравнению с 2019 годом и составило около 906 млн тонн. 81,1 % этого объема приходится на коровье молоко (по данным FAOSTAT).

#### Производство коровьего молока в России
С 1913 г. по 1990 г. или за 77 лет надои на 1 корову увеличились с 1 до 2,7 тонн. Такой же рост производительности (с 2,7 до 4,6 тонн) удалось реализовать уже за 30 лет.
Средний надой молока на корову в сельхозорганизациях в 2023 году вырос до 8067 кг (+428 кг).
Поголовье коров в России в хозяйствах всех категорий к концу 2023 года снизилось до 7,6 млн голов (-184 тысячи).
В 2020 году средний надой молока на корову в России 4839 кг (+199 кг за год, +1063 кг с 2010 года), из них сельхозорганизации 6728 кг (+442 кг, +2539 кг с 2010 года), КФХ 3979 (+188 кг, +1233 кг с 2008 года) кг, хозяйства населения 3471 кг (0 кг, −82 кг с 2011).
В 2020 году молочная отрасль показала лучший результат за последние 10 лет. Объём производства молока превысил 32,2 млн тонн, что на 855 тыс. больше показателя 2019 года. Производство молока в России в 2021 году составит не менее 32,6 млн тонн.
В России динамично развивается экспорт молока. По итогам 2020 года он вырос на 20 % в натуральном выражении, в денежном выражении экспорт достиг $360–370 млн. За 10 месяцев 2021 года экспорт составил 822 тыс.тонн в молочном эквиваленте на сумму $382 млн.
Россия занимает 4-е место по производству молока и молочной продукции.

## Продукты из коровьего молока
Существует большое количество молочных и кисломолочных продуктов, получаемых из коровьего молока, например:
- сливки
- сметана
- творог
- кумыс
- сыр
- ряженка
- пахта
- сыворотка
- варенец
- кефир
- йогурт
- простокваша
- ацидофилин
- тан
- айран
- топлёное молоко
- сгущённое молоко
- сухое молоко
- бифидин
- творожный крем
- творожная масса
- творожные сырки